# Farg Ghale
Farg Ghale (perski: فرگ قلعه) – miasto w Iranie, w ostanie Chorasan-e Razawi. W 2016 roku miasto liczyło 4519 mieszkańców w 1411 rodzinach.